# آیوا ۴۹۷

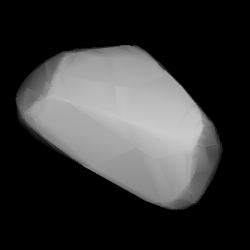
مدل سه‌بُعدی سیارک آیوا ۴۹۷ بر اساس منحنی نور آن

سیارک ۴۹۷ (به انگلیسی: 497 Iva، نامگذاری:1902KJ) چهارصد و نود و هفتمین سیارک کشف شده‌است که در ۴ نوامبر ۱۹۰۲ و در هایدلبرگ کشف شد.
قدر مطلق سیارک برابر ۱۰٫۰۲ است.